# Autolytus canariensis
Autolytus canariensis är en ringmaskart som först beskrevs av Richard Greeff 1879.  Autolytus canariensis ingår i släktet Autolytus och familjen Syllidae. Inga underarter finns listade i Catalogue of Life.